# Maasplassen
Koordinaten: 51° 10′ 10″ N, 5° 54′ 50″ O

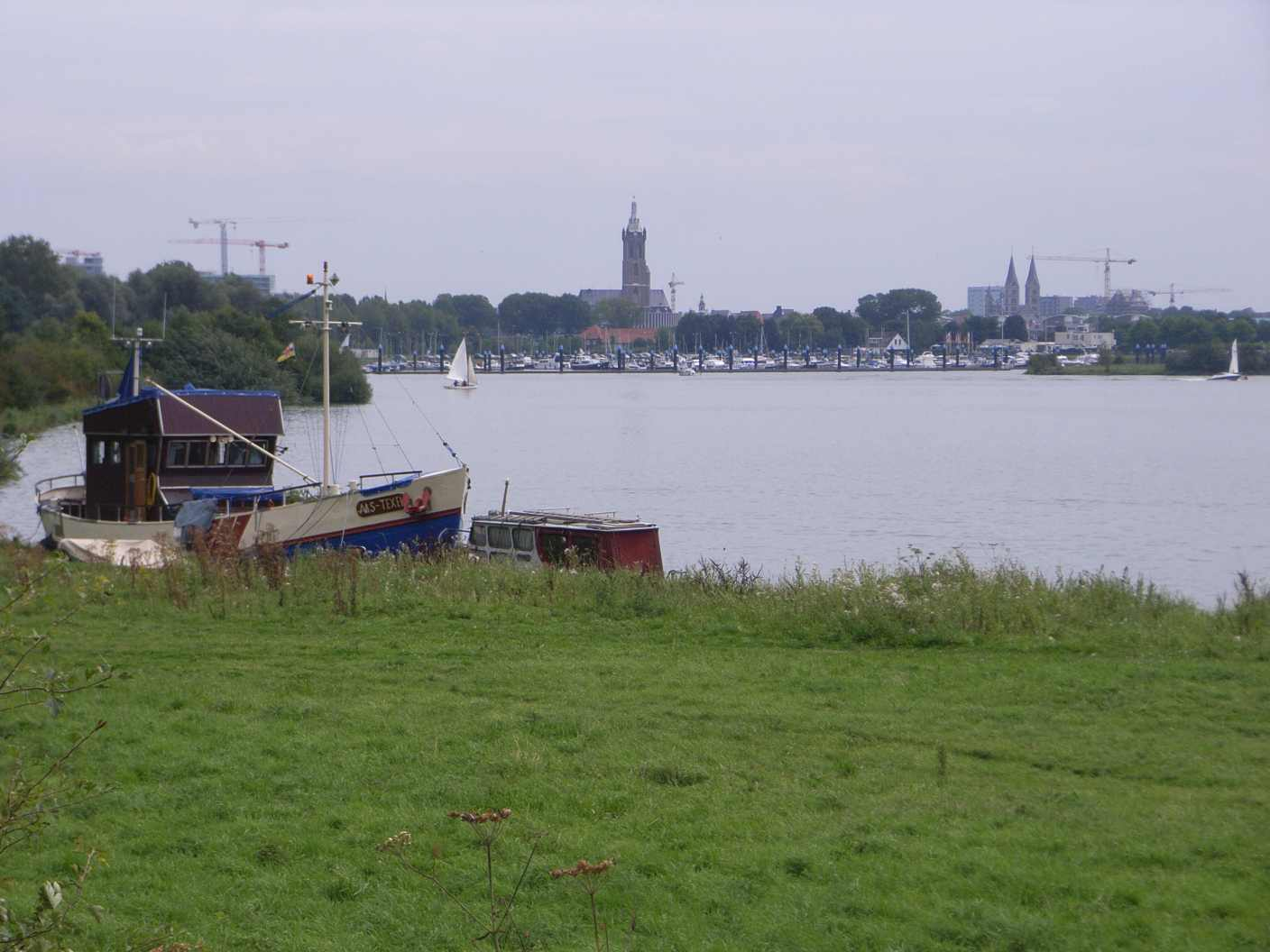
Maasplassen und Blick auf Roermond

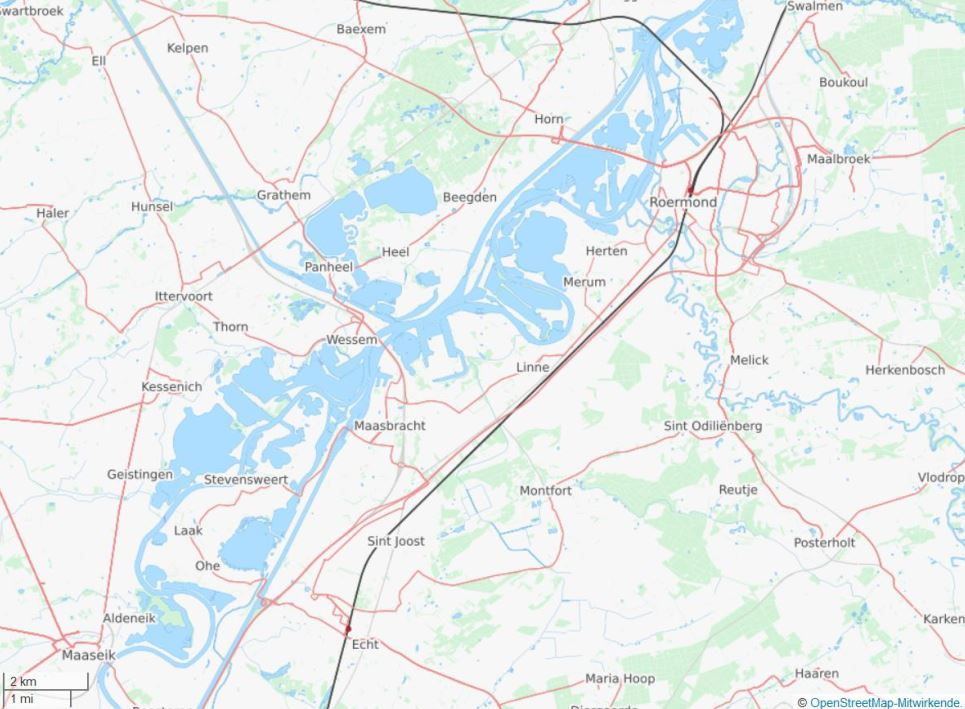
Das Gebiet der Maasplassen in niederländisch/belgisch Limburg

Mit dem Begriff Maasplassen (dt. Maasseen; niederl. plas, dt. Tümpel) bezeichnet man eine Region in Belgisch-/Niederländisch-Limburg, deren Landschaftsform erst Mitte des 20. Jahrhunderts durch den umfangreichen Kiesabbau entstanden ist.
Nach der großen Flut ab dem 31. Januar 1953 (Hollandsturmflut) erforderten die gewaltigen Bauvorhaben im Bereich der Küste für Deiche und Schutzwehre (Deltawerke) sowie auch für die Eindeichungen (Polder) in den Provinzen Zeeland und Noord-Holland große Mengen an Sand und Kies zur Betonherstellung und für Aufschüttungen.
Unter anderen hatte auch die Provinz Limburg eine festgelegte Menge an Kies und Sand beizutragen. Der Bereich zwischen Maaseik und Roermond im Maastal hat große Kieslagerstätten und liegt verkehrsgünstig, um die abgetragenen Mengen auf Wasserwegen an die Küste befördern zu können. Zudem gab es hier Transportkapazitäten, da diese Region durch ihre Kohlevorkommen und der Stahlproduktion eine entsprechende Infrastruktur hatte. Außerdem war der Hafen von Maasbracht zu dieser Zeit einer der größten Binnenhäfen der Niederlande. Aus diesen Gründen erfolgte um Roermond eine Konzentration des Abbaus.
Ab etwa 1960 entstanden zunehmend umfangreiche Kiesabgrabungen zwischen der Stadt Maaseik (Belgien), der heutigen Gemeinde Maasgouw, der heutigen Gemeinde Leudal und der Stadt Roermond an der Maas. Zum Abtransport von gewonnenem Sand und Kies (Grind) wurden die Abbauflächen (Grindgaten) untereinander und mit der Maas schiffbar verbunden.

## Erholung und Tourismus
Durch den Rückgang der Kiesabgrabungen und durch Rekultivierungsmaßnahmen wurde dieser Bereich als Maasplassen ein über die Grenzen hinaus bekanntes Naherholungs- und Wassersportgebiet. Das rund 30 km² große Gebiet, in dem immer noch Kiesabgrabungen erfolgen, ist das größte Binnen-Wassersportgebiet der Niederlande, wobei einige von der Maas aus erreichbare Wasserflächen auf belgischem Hoheitsgebiet liegen. Über 20 private oder gemeindeeigene Sportboothäfen gehören zum heutigen Landschaftsbild.
An den Maasplassen wird lokal auch das textillose Sonnenbaden (FKK) toleriert.

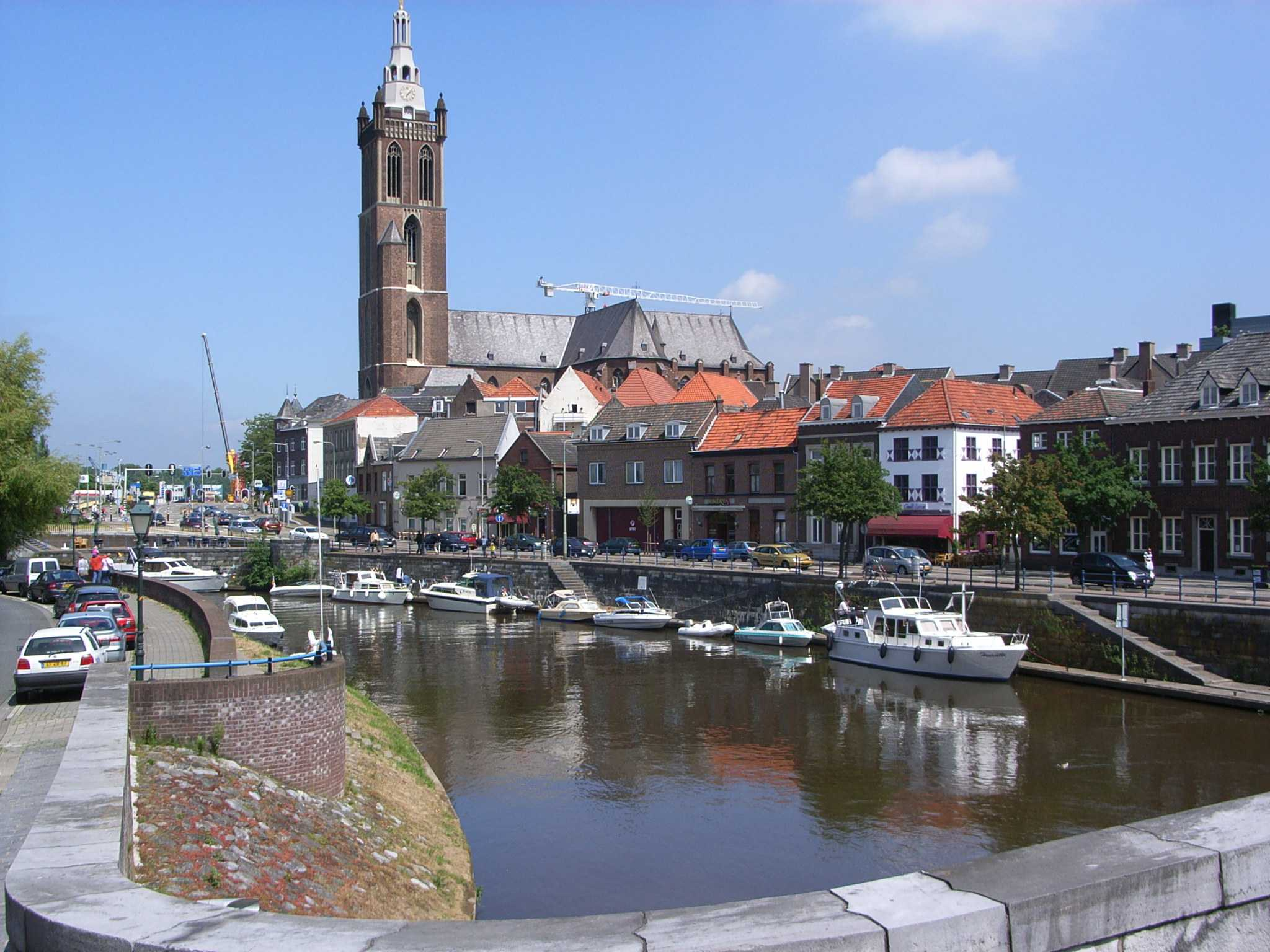
Rur und Stadthafen in Roermond

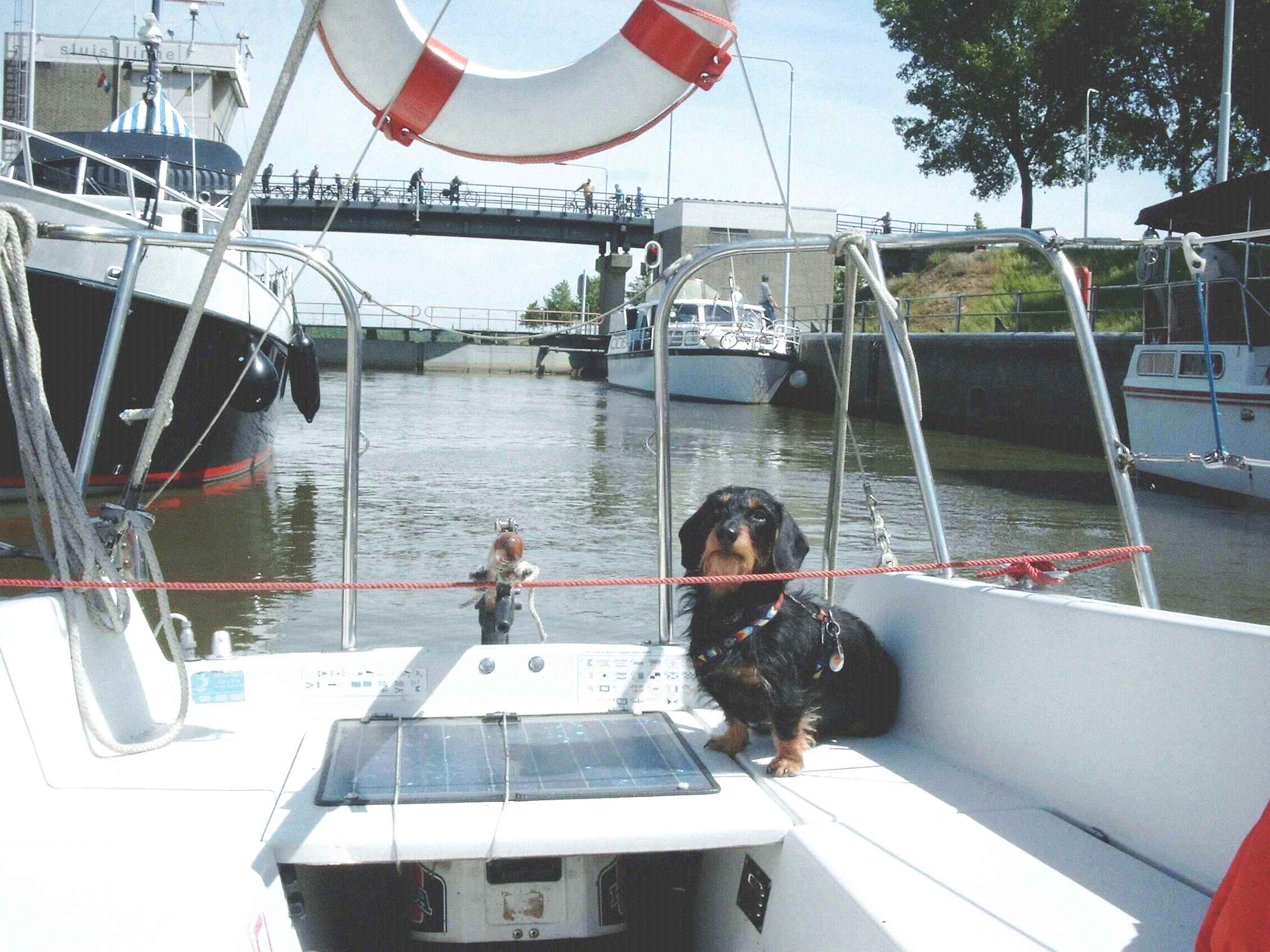
Die Maasschleuse von Linne

In diesem Bereich gibt es zwei Maasschleusen:
- südlich von Roermond bei Linne die Schleuse Linne
- nördlich von Roermond die Schleuse Roermond

sowie drei Kanalschleusen:
- zum Lateral-Kanal (Linne-Buggenum) bei Heel die Schleuse Heel,
- zum Kanal Wessem–Niederweert bei Panheel die Schleuse Panheel
- zum Julianakanal (Maastricht-Maasbracht) bei Maasbracht die Schleuse Maasbracht

Alle genannten Kanäle und die Maas treffen bei Maasbracht zu einem großen Wasserstraßenkreuz zusammen.
Die Rur mündet in Roermond mit zwei Mündungsarmen in die Maas. Der innerstädtische Mündungsarm der Rur besitzt für Sportboote einen Anlegesteiger. Hier finden Besucher mit Booten einen beiderseits der Rur angelegten „Anlegesteiger“ z. B. für einen Besuch von Roermond, ein Übernachten ist jedoch nicht erlaubt. Die Rur ist hier max. 30 m breit, jedoch oft auf beiden Seiten von Booten belegt. Ein Wenden in dem engen und strömenden Rurarm ist allerdings längeren Booten unmöglich.

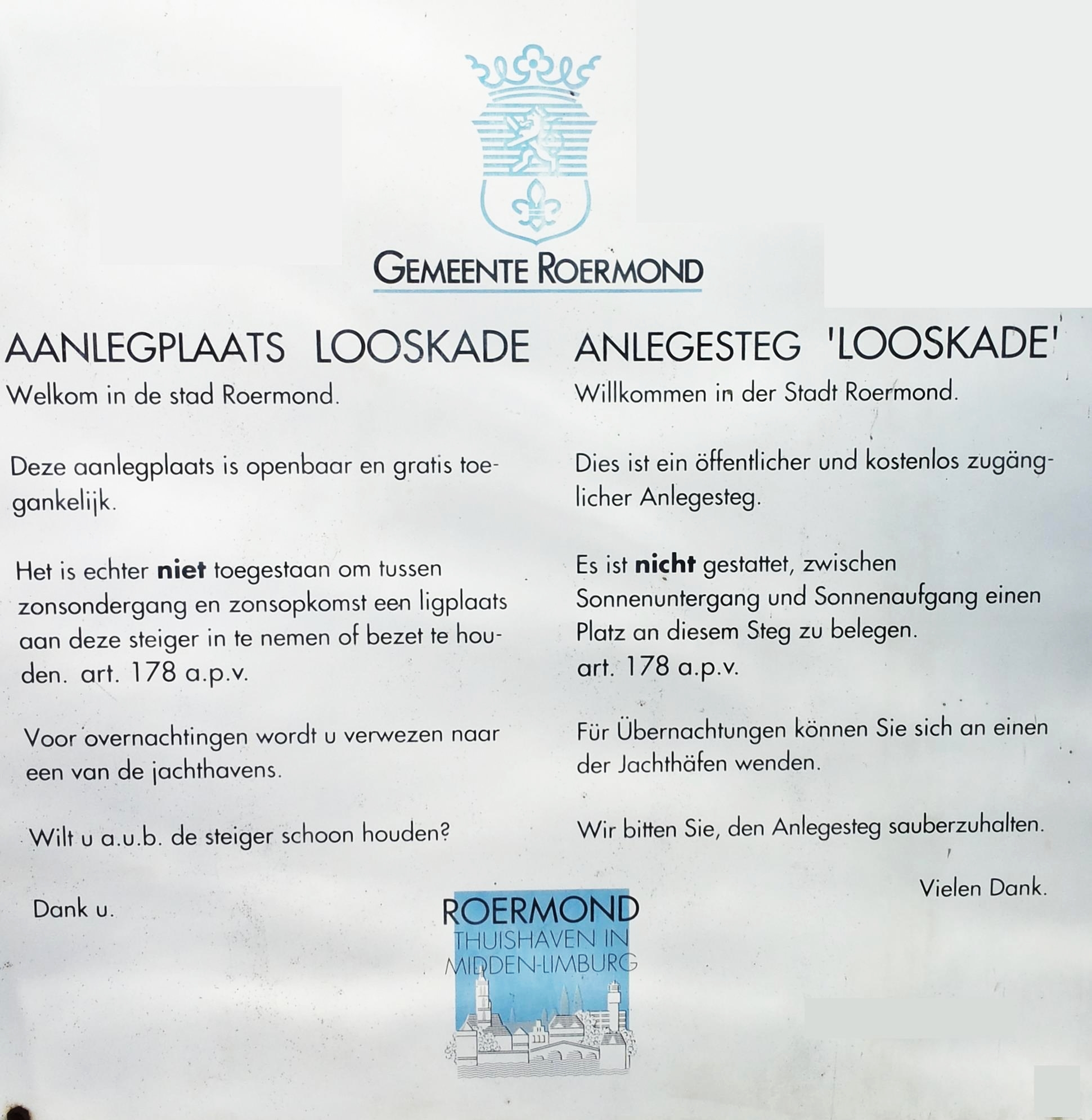
Anlegesteiger in der Rur

 Der andere Mündungsarm, auch Hambeek genannt, mündet etwas weiter südlich vom Stadtkern in die Maas.